# Juan Bautista Lucarelli
Juan Bautista Lucarelli (Pesaro, 1540 - Nápoles el 18 de marzo de 1604) fue un sacerdote franciscano y misionero italiano.
Fray Juan Bautista Lucarelli nació en Pesaro (Marcas) el año 1540. En 1554 entró en la Orden franciscana. Nombrado confesor del duque de Urbino en 1571, poco después viajó con él a España. Contagiado por la fiebre misionera de los franciscanos descalzos de la Provincia de San Gregorio de Filipinas, se unió en Madrid a ellos y a su empresa, embarcó en Sevilla el 24 de junio de 1577 y, vía México, llegó a Manila el 2 de julio de 1578.
Al año siguiente entró en China con el padre Alfaro. Expulsado de China, llegó a Macao, donde fundó conventos y recibió novicios. Por rencillas entre frailes españoles y portugueses hubo de pasar a Malaca, donde fundó un convento y siguió recibiendo novicios. Nuevamente entró en China en 1582, pero hubo de abandonarla y embarcar hacia Europa en 1584, en compañía de fray Martín Ignacio de Loyola, pasando por Ceylán, la India (Goa), Madagascar, Mozambique, la isla de Santa Elena.
El 2 de julio de 1584 llegaba a Lisboa. Juntamente con fray Martín se entretuvo en España para dar cuenta de sus asuntos a Felipe II, y pasó luego a Roma, donde se entrevistó con el nuevo papa, franciscano, Sixto V, elegido en abril de aquel mismo año. De paso, predicó la Cuaresma en Barcelona. Animado por el Papa a proseguir su obra misionera y reunir nuevos compañeros, mas todo ello supeditado al consentimiento de Felipe II, se encontró con la resistencia del rey, en parte por la presencia de Francis Drake en los mares.
Tuvo que volver a Roma con cartas del rey español y en Italia edificó un convento en Génova y otro en Roma, predicando en Venecia, Génova, Lombardía y Roma. En 1592 redactó su Viaggio dell'Indie (Sinica Franciscana, II. Quaracchi 1933, 12-92), dedicado al nuevo papa Clemente VIII, y al año siguiente compuso una relación más breve que entregó al cardenal Medici, protector de la Orden. Murió en Santa Lucía (Nápoles) el 18 de marzo de 1604.